# Piet de Zwarte
Pieter Karel (Piet) de Zwarte (Renkum, 16 februari 1948) was een Nederlandse waterpolospeler. Hij nam eenmaal deel aan de Olympische Spelen en won hierbij één medaille.
Piet de Zwarte nam eenmaal deel aan de Olympische Spelen in 1976. Hij eindigde met het Nederlands team op de derde (1976) plaats.
Na zijn actieve waterpolo-carrière is Piet de Zwarte onder andere trainer/coach bij AZ&PC geweest.
Alex Boegschoten · 
Ton Buunk · 
Andy Hoepelman · 
Evert Kroon · 
Nico Landeweerd · 
Hans Smits · 
Gijze Stroboer · 
Rik Toonen · 
Jan Evert Veer · 
Hans van Zeeland · 
Piet de Zwarte · 
Ivo Trumbić (Bondscoach)